# Alexis Tsipras

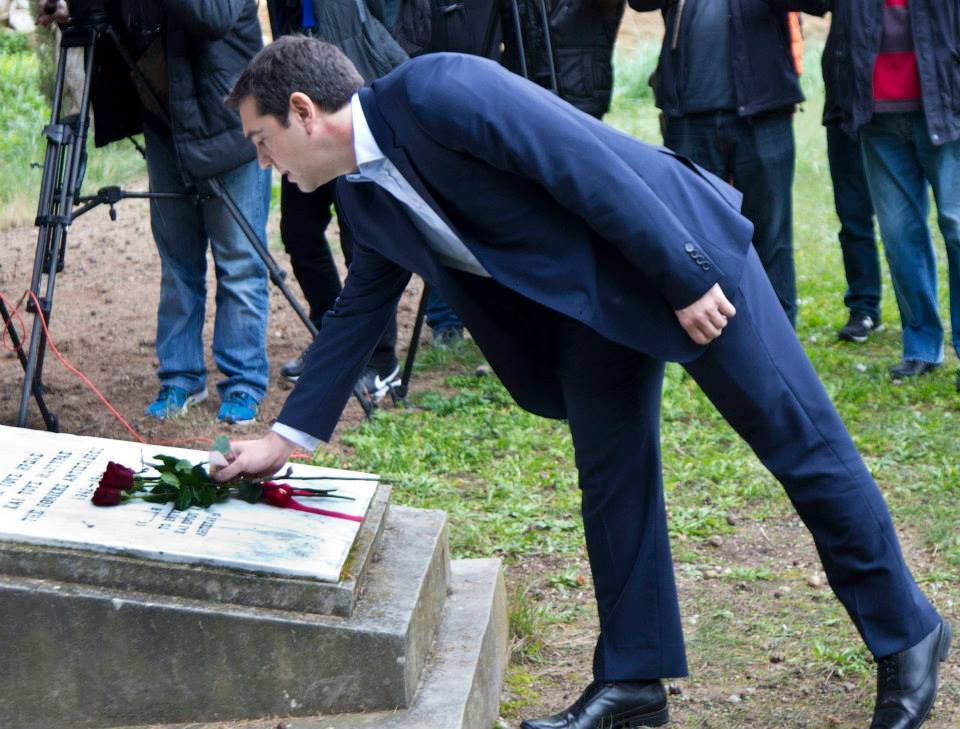
Primer acte oficial: homenatge a les víctimes del nacionalsocialisme a Kaisariani.

Alexis Tsipras (en grec: Αλέξης Τσίπρας; Atenes, 28 de juliol del 1974) és un enginyer i polític grec, primer ministre de Grècia entre el 26 de gener de 2015 i el 8 de juliol de 2019, amb un breu parèntesi entre el 27 d'agost i el 21 de setembre de 2015. Ha estat membre del Parlament grec, president del partit polític Sinaspismós i líder del grup parlamentari de la Coalició de l'Esquerra Radical (Síriza). Sota el seu lideratge, Síriza ha sigut acusada de ser «encara més clientelista que els seus predecessors».

## Biografia

### Inicis
Alexis Tsipras va nàixer a Atenes el 28 de juliol del 1974. Feu estudis d'enginyeria civil a la Universitat Politècnica Nacional d'Atenes. A finals dels anys 1980, es va unir a les Joventuts Comunistes Gregues (KNE). Al començament dels anys 1990, mentre era alumne al Liceu d'Ambelókipi, va ser molt actiu políticament en la rebel·lió dels alumnes d'institut contra la llei controvertida del ministre d'Educació i Afers Religiosos d'aquella època, Vassilis Kontogiannópulos. Esdevingué molt ràpidament un membre influent del moviment contestatari després de la seva participació en una entrevista a la televisió amb la periodista Anna Panagiotarea.
L'any 1999, va ser secretari de les Joventuts Sinaspismós (Coalició de partits d'esquerra radical). Després de diplomar-se el 2000, va començar estudis sobre planificació territorial en el marc d'un programa interdepartmental de la seva universitat. Alhora, començà a treballar com a enginyer civil en el sector de la construcció.
L'any 2006, aconsegueix situar-se en tercer lloc de les eleccions en què es presentava com a candidat a l'alcaldia d'Atenes. El 2008, esdevé president de Sinaspismós i, l'any següent, és elegit diputat al parlament grec pel partit SÍRIZA.

### Primer mandat com a Primer Ministre
En les eleccions parlamentàries anticipades de 25 de gener del 2015, el partit que encapçalava va obtenir 149 diputats d'un total de tres-cents. L'endemà fou nomenat Primer Ministre de Grècia. El 20 d'agost de 2015 presentà una renúncia al càrrec de primer ministre, amb la finalitat de celebrar de nou eleccions el 20 de setembre de 2015, conseqüència de les desavinences derivades de les mesures d'austeritat -de la divisió interna del partit-. Tsipras, que es presentà a les eleccions, esperava que es reconegués la seva gestió en les negociacions amb la zona euro: "El meu mandat del 25 de gener ha vençut. Ara el poble ha de pronunciar-se. Vostès, amb el seu vot, decidiran si vam negociar bé o no". De manera transitòria Vasilikí Thanu fou nomenada Primera Ministra

### Segon mandat com a Primer Ministre
A les eleccions de setembre de 2015, Tsipras va portar Syriza a una altra victòria, aconseguint 145 dels 300 escons i tornant a formar la coalició amb Grecs Independents. Durant la seva presidència, ha supervisat les negociacions sobre la crisi del deute públic grec, va dur a terme el referèndum de rescat grec i ha respost a la crisi dels immigrants europeus. El 2015, va ser nomenat per la revista TIME com una de les 100 persones més influents del món.
Com a primer ministre de Grècia, els partits de l'oposició han acusat Tsipras, entre altres coses, d'haver capitulat a adoptar mesures d'austeritat cada vegada més dures per mantenir el seu país a la superfície en contrast amb les seves promeses preelectorals i també d'haver agreujat els problemes que ja existien a l'economia grega, que ha perdut al voltant del 25% del seu PIB des de l'inici de la crisi.
Syriza va patir una dura derrota a les eleccions al Parlament Europeu de 2019, perdent contra el partit opositor Nova Democràcia i es van convocar eleccions avançades, en les que va aconseguir el 31,53% dels vots i només 86 escons al Parlament hel·lènic. Alexis Tsipras va admetre la derrota enfront Kiriakos Mitsotakis i va dimitir l'endemà.